# Bio Aï Traoré
Bio Aï Traoré est un footballeur béninois né le 9 juin 1985 à Porto-Novo.
Il a participé à la Coupe d'Afrique des nations 2008 avec l'équipe du Bénin.

## Carrière
- 2006- : Panthères FC  Bénin[1]

## Sélections
- International avec le  Bénin depuis 2009 : une sélection.